# Rava-Ruska
Rava-Ruska (tiếng Ukraina: Рава-руська) là một thành phố của Ukraina. Thành phố này thuộc tỉnh Lviv. Thành phố này có diện tích ? km², dân số theo điều tra dân số năm 2001 là 8.070 người.